# Pini Hellstedt
Antti „Pini“ Hellstedt (* 24. Mai 1963 in Helsinki) ist ein finnischer Kameramann.

## Karriere
Pini Hellstedt studierte von 1986 bis 1994 Kamera- und Videotechnik an der Aalto-Universität.
Mit dem 1994 von Aleksi Mäkelä inszenierte Actiondrama Esa ja Vesa - auringonlaskun ratsastajat debütierte Hellstedt bereits während seines Studiums, nachdem er bereits mehrere Kurzfilme abdrehte, als hauptverantwortlicher Kameramann für einen Langspielfilm. Für seine Kameraarbeiten wurde er bisher drei Mal für den finnischen Filmpreis Jussi nominiert, wobei er für Rölli und die Elfen und Pahat pojat wurde er jeweils als Bester Kameramann ausgezeichnet wurde. Zudem ist er Mitglied der Suomen Elokuvaajien Yhdistys.
Hellstedt ist mit der Regisseurin Lenka Hellstedt verheiratet.

## Filmografie (Auswahl)
- 1997: Die Erlösung (Lunastus)
- 2000: Die Rückkehr in die Provinz (Lakeuden kutsu)
- 2001: Die Müßiggänger (Joutilaat)
- 2001: Rölli und die Elfen (Rölli ja metsänhenki)
- 2003: Pahat pojat
- 2005: Das Mädchen und der Rapper (Tyttö sinä olet tähti)
- 2005: Die Handymafia (NDA – salassapitosopimus)
- 2010: Helden des Polarkreises (Napapiirin sankarit)
- 2014: Kaffee mit Milch und Stress (Mielensäpahoittaja)
- 2015: Ein Fall für zwei (Fernsehserie, zwei Folgen)
- 2022: Nurses (Syke, Fernsehserie, 20 Folgen)